# NGC 1270
NGC 1270 (również PGC 12350 lub UGC 2660) – galaktyka eliptyczna (E), znajdująca się w gwiazdozbiorze Perseusza. Odkrył ją Heinrich Louis d’Arrest 14 lutego 1863 roku. Należy do Gromady w Perseuszu.